# Grand Prix Formule 1 van Italië 1981
De Grand Prix Formule 1 van Italië 1981 werd gehouden op 13 september 1981 op Monza.

## Uitslag
| Positie | Nummer | Rijder             | Team           | Ronden | Tijd/Opgave         | Startplaats | Punten |
| ------- | ------ | ------------------ | -------------- | ------ | ------------------- | ----------- | ------ |
| 1       | 15     | Alain Prost        | Renault        | 52     | 1:26:36.897         | 3           | 9      |
| 2       | 1      | Alan Jones         | Williams-Ford  | 52     | + 22.175            | 5           | 6      |
| 3       | 2      | Carlos Reutemann   | Williams-Ford  | 52     | + 50.587            | 2           | 4      |
| 4       | 11     | Elio de Angelis    | Lotus-Ford     | 52     | + 1:32.902          | 11          | 3      |
| 5       | 28     | Didier Pironi      | Ferrari        | 52     | + 1:34.522          | 8           | 2      |
| 6       | 5      | Nelson Piquet      | Brabham-Ford   | 51     | Motor               | 6           | 1      |
| 7       | 8      | Andrea de Cesaris  | McLaren-Ford   | 51     | Lekke band          | 16          |        |
| 8       | 23     | Bruno Giacomelli   | Alfa Romeo     | 50     | + 2 Rondes          | 10          |        |
| 9       | 32     | Jean-Pierre Jarier | Osella-Ford    | 50     | + 2 Rondes          | 18          |        |
| 10      | 35     | Brian Henton       | Toleman-Hart   | 49     | + 3 Rondes          | 23          |        |
| DNF     | 22     | Mario Andretti     | Alfa Romeo     | 40     | Motor               | 13          |        |
| DNF     | 17     | Derek Daly         | March-Ford     | 36     | Versnellingsbak     | 19          |        |
| DNF     | 25     | Patrick Tambay     | Ligier-Matra   | 22     | Lekke band          | 15          |        |
| DNF     | 12     | Nigel Mansell      | Lotus-Ford     | 21     | Ophanging           | 12          |        |
| DNF     | 7      | John Watson        | McLaren-Ford   | 19     | Ongeluk             | 7           |        |
| DNF     | 29     | Riccardo Patrese   | Arrows-Ford    | 18     | Versnellingsbak     | 20          |        |
| DNF     | 4      | Michele Alboreto   | Tyrrell-Ford   | 17     | Ongeluk             | 22          |        |
| DNF     | 14     | Eliseo Salazar     | Ensign-Ford    | 13     | Spin                | 24          |        |
| DNF     | 16     | René Arnoux        | Renault        | 12     | Spin                | 1           |        |
| DNF     | 26     | Jacques Laffite    | Ligier-Matra   | 11     | Lekke band          | 4           |        |
| DNF     | 3      | Eddie Cheever      | Tyrrell-Ford   | 11     | Spin                | 17          |        |
| DNF     | 9      | Slim Borgudd       | ATS-Ford       | 10     | Spin                | 21          |        |
| DNF     | 27     | Gilles Villeneuve  | Ferrari        | 5      | Motor               | 9           |        |
| DNF     | 6      | Héctor Rebaque     | Brabham-Ford   | 1      | Elektrisch probleem | 14          |        |
| DNQ     | 33     | Marc Surer         | Theodore-Ford  |        |                     |             |        |
| DNQ     | 31     | Beppe Gabbiani     | Osella-Ford    |        |                     |             |        |
| DNQ     | 36     | Derek Warwick      | Toleman-Hart   |        |                     |             |        |
| DNQ     | 30     | Siegfried Stohr    | Arrows-Ford    |        |                     |             |        |
| DNQ     | 20     | Keke Rosberg       | Fittpaldi-Ford |        |                     |             |        |
| DNQ     | 21     | Chico Serra        | Fittpaldi-Ford |        |                     |             |        |

## Statistieken
| Pole-position | René Arnoux      | Renault       | 1:33.467 |
| Snelste ronde | Carlos Reutemann | Williams-Ford | 1:37.528 |

## Noot
- Dit was de vijfde podiumplaats voor Alain Prost.
- Dit was de vierenveertigste podiumplaats voor Carlos Reutemann, en daarmee vestigde hij een nieuw record. Hij verbrak het oude record van Jackie Stewart (43), gevestigd tijdens de Grote Prijs van Oostenrijk van 1973.

1921 · 1922 · 1923 · 1924 · 1925 · 1926 · 1927 · 1928 · 1931 · 1932 · 1933 · 1934 · 1935 · 1936 · 1937 · 1938 · 1947 · 1948 · 1949 · 1950 · 1951 · 1952 · 1953 · 1954 · 1955 · 1956 · 1957 · 1958 · 1959 · 1960 · 1961 · 1962 · 1963 · 1964 · 1965 · 1966 · 1967 · 1968 · 1969 · 1970 · 1971 · 1972 · 1973 · 1974 · 1975 · 1976 · 1977 · 1978 · 1979 · 1980 · 1981 · 1982 · 1983 · 1984 · 1985 · 1986 · 1987 · 1988 · 1989 · 1990 · 1991 · 1992 · 1993 · 1994 · 1995 · 1996 · 1997 · 1998 · 1999 · 2000 · 2001 · 2002 · 2003 · 2004 · 2005 · 2006 · 2007 · 2008 · 2009 · 2010 · 2011 · 2012 · 2013 · 2014 · 2015 · 2016 · 2017 · 2018 · 2019 · 2020 · 2021 · 2022 · 2023 · 2024 · 2025